# Elecciones legislativas de Ecuador de 1924
Las elecciones legislativas de Ecuador de 1924 se celebraron ese año para renovar a la Cámara de Diputados y del Senado de Ecuador. 
Se eligieron 81 legisladores, necesitando 41 votos para mayoría del Congreso en pleno. 
Acorde a la normativa de la época, los legisladores eran electos por nominación libre de los electores, sin auspicio partidista o limitaciones por provincia, por lo que en ocasiones un legislador era electo por varias provincias o para ambas cámaras. 

## Senadores
30 Senadores, 16 votos para mayoría de la Cámara del Senado.
| Provincia  | Senador                              |
| ---------- | ------------------------------------ |
| Carchi     | Ricardo del Hierro Herboso           |
| Carchi     | Luis G. Dávila                       |
| Imbabura   | Rafael A. Rosales                    |
| Imbabura   | Modesto Larrea Jijon                 |
| Pichincha  | Manuel Maria Sanchez Baquero         |
| Pichincha  | Abelardo Montalvo Alvear             |
| León       | Rafael Vasconez Gomez                |
| León       | Luis Calisto Mestanza                |
| Tungurahua | Humberto Albornoz Sanchez            |
| Tungurahua | César E. Torres Fernandez de Cordova |
| Chimborazo | Alberto Larrea Chiriboga             |
| Chimborazo | Ricardo Zambrano Orejuela            |
| Bolívar    | Augusto Veintimilla Vela             |
| Bolívar    | Benjamin Teran Coronel               |
| Cañar      | Abelardo Andrade Andrade             |
| Cañar      | Dario R. Astudillo Morales           |
| Azuay      | Federico Malo Andrade                |
| Azuay      | Adolfo A. Torres Ochoa               |
| Loja       | Manuel J. Jaramillo                  |
| Loja       | Agustin Cueva Sanz                   |
| El Oro     | Raul A. Gonzalez                     |
| El Oro     | Felipe Barriga Larrea                |
| Guayas     | Alberto Guerrero Martínez            |
| Guayas     | Miguel Angel Carbo Icaza             |
| Los Ríos   | Carlos Arroyo del Rio                |
| Los Ríos   | Pedro Pablo Garaicoa Cabanilla       |
| Manabí     | Alfredo Severo Ledesma Malo          |
| Manabí     | Felix Gonzalez Rubio                 |
| Esmeraldas | Pedro Concha Torres                  |
| Esmeraldas | Abel Gilbert Pontón                  |

## Diputados
51 diputados, 26 votos para mayoría de la Cámara de Diputados.
| Provincia  | Diputado                          |
| ---------- | --------------------------------- |
| Carchi     | Victor M. Espindola Rangel        |
| Carchi     | Cesar Guerra Casares              |
| Imbabura   | Victor M. Guzman Villena          |
| Imbabura   | Alejandro de la Torre Moreno      |
| Pichincha  | Antonio Quevedo Moscoso           |
| Pichincha  | Caton Cardenas Navarro            |
| Pichincha  | Augusto Egas Miranda              |
| Pichincha  | Eduardo Salazar Gomez             |
| Pichincha  | Fidel A. Lopez Arteta             |
| Pichincha  | Ricardo Villavicencio Ponce       |
| León       | Enrique Iturralde Ribadeneira     |
| León       | Alberto Vasconez Velasco          |
| León       | Alejandro Maldonado Grijalva      |
| Tungurahua | Alfredo Sevilla Chacon            |
| Tungurahua | Gabriel Roman Guerra              |
| Tungurahua | Abelardo Pachano Lalama           |
| Chimborazo | Jose Maria Falconi Fariño         |
| Chimborazo | Alfredo Chiriboga Chiriboga       |
| Chimborazo | Alejandro Davalos Calle           |
| Chimborazo | Leopoldo Vela Chiriboga           |
| Bolívar    | Angel Celio Montenegro            |
| Cañar      | Ambrosio Andrade Palacios         |
| Cañar      | Victor Segundo Palacios Orellana  |
| Cañar      | Luis Guillermo Peña Delgado       |
| Azuay      | Andrés F. Córdova Nieto           |
| Azuay      | Carlos Cueva Tamariz              |
| Azuay      | Francisco Talbot Niemes           |
| Azuay      | Reinaldo Crespo Guillén           |
| Azuay      | Tomás Moreno R.                   |
| Loja       | Maximiliano G. Witt Añasco        |
| Loja       | Clodoveo Jaramillo Alvarado       |
| Loja       | Luis C. Cueva                     |
| Loja       | Carlos Manuel Espinoza            |
| El Oro     | Maximiliano Pesantes              |
| El Oro     | Jose Moises Ugarte Fajardo        |
| Guayas     | Ricardo Aguirre Aparicio          |
| Guayas     | Carlos Hurtado Flor               |
| Guayas     | Julio Burbano Zúñiga              |
| Guayas     | Juan Telesforo Pazmiño            |
| Guayas     | Jacinto Jouvin Arce               |
| Guayas     | José V. Payeze Gault              |
| Los Ríos   | Jorge T. Larrea Barriga           |
| Los Ríos   | Alberto M. Rodriguez Suarez       |
| Los Ríos   | Edmundo Icaza Valverde            |
| Manabí     | Rosendo Santos Alarcón            |
| Manabí     | Ramon Mieles Alarcon              |
| Manabí     | Elias Andrade                     |
| Manabí     | Rodolfo Viteri Velasquez          |
| Manabí     | Juan Polit Cassard                |
| Esmeraldas | Pedro Checa Drouet                |
| Esmeraldas | Leonardo J. Palacios Portocarrero |

Fuente: